# Żebbuġ
Żebbuġ [zɛbˈbʊːt͡ʃ] (oder auch: Ħaż-Żebbuġ) ist eine der ältesten Städte auf Malta.

## Geschichte und Ursprung
Die Pfarrkirche ist Philip von Agira geweiht, dessen Namensfest am 2. Sonntag im Juni gefeiert wird, obwohl es eigentlich auf den 12. Mai fällt. Der Name der Stadt ist das maltesische Wort für Olive. Die Bezeichnung rührt von den großen Olivenhainen her, die früher am heutigen Standort der Kirche und des Stadtzentrums zu finden waren. Der Stadt wurde 1777 der Titel Città Rohan vom Großmeister des Johanniterordens Emmanuel de Rohan-Polduc verliehen. Wie es bei solchen Ereignissen üblich war, bauten die Einwohner von Ħaż-Żebbuġ einen Torbogen am Eingang ihrer Heimatstadt, um so an das neu erhaltene Stadtrecht zu erinnern. Der Torbogen, der von den Einheimischen „Il-Bieb il-Ġdid“ (Neues Tor) genannt wird, steht noch heute.
1380 wurde eine dem Philip von Agira geweihte Kirche in Casal Zebugi gebaut, einem Stück Land mitten zwischen den kleinen Siedlungen, die sich in der vorhergehenden arabischen Besetzung Maltas entwickelt hatten. Dies waren insbesondere Ħal-Dwin, Ħal-Muxi und Ħal-Mula, die zu dieser Zeit zum heute noch bekannten Ħaż-Żebbuġ vereinigt wurden. Filippo de Catania, „il-Kataniż“, ein reicher Unternehmer in Ħaż-Żebbuġ spendete einen Teil der St. Philipskirche, die auf seinem eigenen Land gebaut wurde. Viele Jahre nachdem sie zur Pfarrkirche erhoben wurde, wurde diese Kirche im 17. Jahrhundert durch einen Neubau, entworfen von Tumas Dingli, ersetzt. Diese Kirche beherbergt ein wundervolles Altarbild von Luca Garnier und zwei spektakuläre Wandmalereien vom bekannten maltesischen Maler des 18. Jahrhunderts, Francesco Zahra aus der Favray-Schule. Kritiker zählen diese zu seinen besten Werken. Neben vielen anderen Schätzen besitzt die Kirche ein Kunstwerk, das Guido Reni zugeschrieben wird, und einige andere von Antonio Sciortino. Die Statue des heiligen Philip vom Bildhauer Luigi Fontana wurde 1864 geschaffen und wird von Kennern als die schönste dieser Zeit in Malta angesehen.
Als Malta ein unabhängiges Prinzipat unter der Herrschaft des Johanniterordens war, war Ħaż-Żebbuġ eine der wichtigsten Städte neben Valletta und Mdina, insbesondere wegen der führenden Korsaren unter ihren Einwohnern, später wegen ihrer wichtigen Rolle in der Baumwollindustrie. Die herrliche St. Philipskirche sichert Ħaż-Żebbuġ einen prominenten Platz in der maltesischen Geschichte.
Die Einwohner der Stadt, in Malta auch Żebbuġin genannt, sind unter anderem auch für ihren geschäftlichen Scharfsinn bekannt und hierzu erzählt man sich folgende Geschichte: Während der französischen Besetzung Maltas (1798–1800) wurden die Kirchen in den Dörfern und Städten geplündert, um Napoleons Feldzug zu bezahlen. Als sie die Franzosen kommen hörten, öffneten die Einwohner von Żebbuġ das Haupttor ihrer Kirche weit und versteckten die goldenen und silbernen Ikonen. Als die Franzosen die offenen Tore sahen, zogen sie weiter, da sie meinten, hier wäre nichts zu holen. Und so behielten die Żebbuġin ihren Kirchenschatz.

## Archäologie
Malta ist sehr reich an archäologischen Fundstätten und Żebbuġ ist keine Ausnahme. Eine Ära in prähistorischer Zeit wurde nach dieser Stadt benannt, da Steingut einer bis dahin unbekannten Machart in Gräbern eines Gebietes namens Ta' Trapna gefunden wurde. Spätere Funde aus etwa dieser Zeit wurden daher als aus der Żebbuġ-Zeit klassifiziert. Einige verstreute punische und phönizische Gräber wurden ebenso gefunden wie eine kleine Zahl von Wagenspuren und anderen Hinterlassenschaften.

## Heute

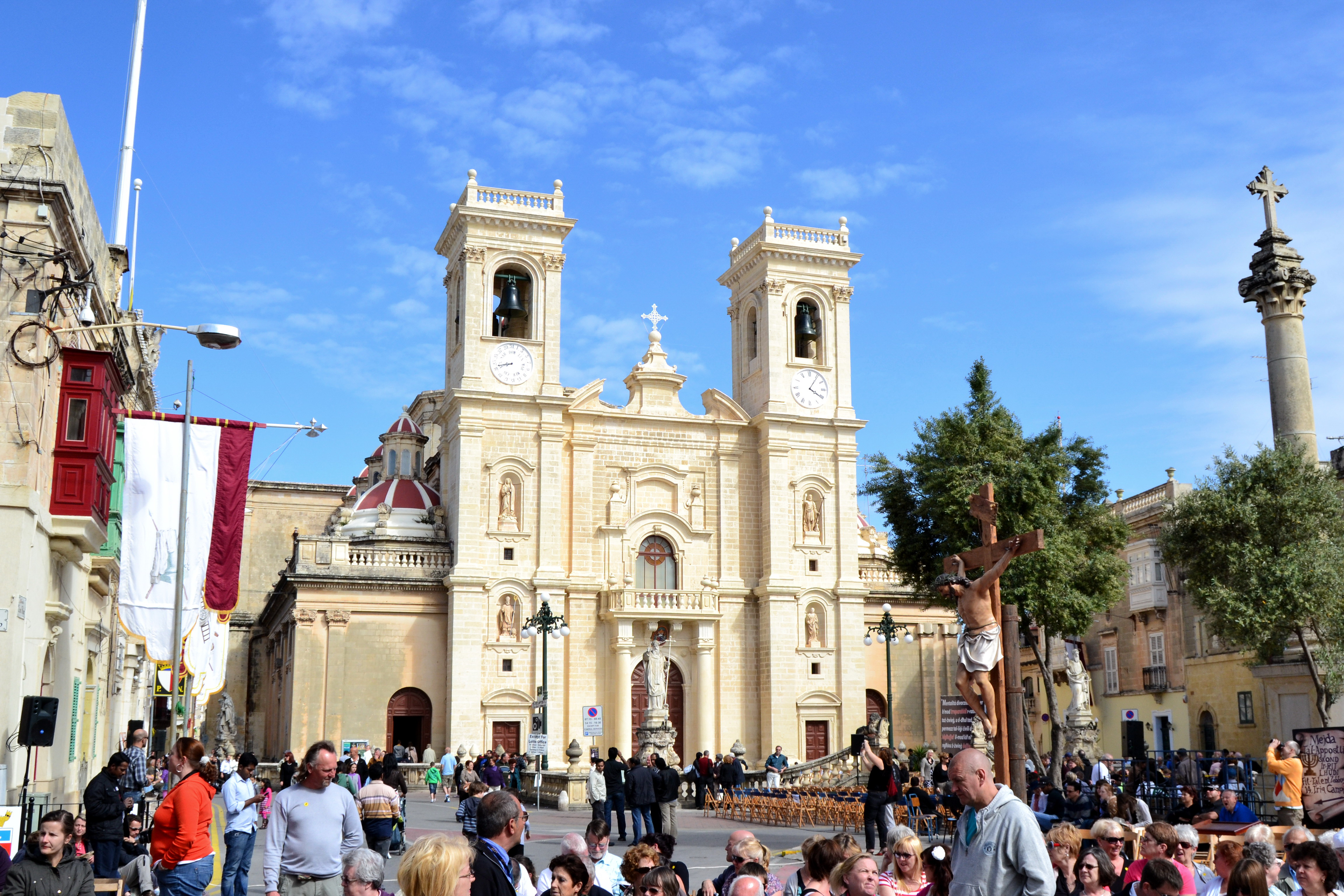
Kirche des Heiligen Philipp von Agira

Ħaż-Żebbuġ ist für seine spektakulären Feste für den Patron Philip von Agira und den heiligen Josef bekannt. Es gibt drei Band-Clubs in Ħaż-Żebbuġ, die alle ihre eigene Feuerwerksherstellung haben: „St. Philip’s Band Club“ (gegründet 1851, der erste in Malta), „De Rohan Band Club“ (gegründet 1860) und der „12th May Band and Social Club“ (gegründet 1961).
Ħaż-Żebbuġ ist Geburtsort vieler bekannter maltesischer Persönlichkeiten, z. B. Mikiel Anton Vassalli (Vater der maltesischen Schriftsprache), Dun Mikiel Xerri (Patriot), Dun Karm Psaila (Maltas Nationaldichter), Antonio Sciortino (Bildhauer), Lazzaro Pisani (Maler), Frans Sammut (führender zeitgenössischer Schriftsteller) und Alfred Chircop (zeitgenössischer Maler).
Ħaż-Żebbuġ hat eine ziemlich große Zahl an Kapellen, sowohl in der Stadt als auch in den umgebenden Feldern.
In Ħaż-Żebbuġ lebt der amtierende französische Botschafter in Malta.

## Söhne und Töchter
- Francesco Saverio Caruana (1759–1847), römisch-katholischer Geistlicher und Bischof von Malta
- Dun Karm Psaila (1871–1961), maltesischer Nationaldichter
- Alfred Chircop (1933–2015), Maler
- Giovanni Cefai (* 1967), Ordensgeistlicher, Prälat von Santiago Apóstol de Huancané in Peru